# Pia Greiten
Pia Greiten (* 18. Februar 1997 in Ostercappeln) ist eine deutsche Ruderin.

## Karriere
2016 belegte sie im Achter den sechsten Platz bei den U23-Weltmeisterschaften. Bei den U23-Weltmeisterschaften 2017 startete sie zusammen mit Tina Christmann, Franziska Kampmann und Michaela Staelberg im Doppelvierer und gewann die Bronzemedaille. 2018 startete sie im Doppelzweier bei den U23-Weltmeisterschaften, zusammen mit Leonie Menzel gewann sie die Silbermedaille.
2019 startete sie wieder mit Leonie Menzel zusammen im Doppelzweier. Die beiden belegten den 15. Platz bei den Weltmeisterschaften in Linz-Ottensheim. Bei den Europameisterschaften 2020 belegte sie den sechsten Platz im Einer, nachdem sie im Vorlauf und im Halbfinale gewonnen hatte. Dabei schlug sie im Vorlauf unter anderem die spätere Europameisterin und amtierende Weltmeisterin Sanita Pušpure.
2024 bei den Olympischen Spielen in Paris siegten im Doppelvierer die Britinnen vor den Niederländerinnen, drei Sekunden dahinter wurden Maren Völz, Tabea Schendekehl, Leonie Menzel und Pia Greiten Dritte.

## Internationale Erfolge
- 2016: 6. Platz U23-Weltmeisterschaften im Achter
- 2017: Bronzemedaille U23-Weltmeisterschaften im Doppelvierer
- 2018: Silbermedaille U23-Weltmeisterschaften im Doppelzweier
- 2019: 15. Platz Weltmeisterschaften im Doppelzweier
- 2020: 6. Platz Europameisterschaften im Einer
- 2022: 6. Platz Europameisterschaften im Doppelvierer
- 2022: 6. Platz Weltmeisterschaften im Doppelzweier
- 2023: 5. Platz Europameisterschaften im Doppelvierer
- 2024: Bronzemedaille Europameisterschaften im Doppelvierer
- 2024: Bronzemedaille Olympische Spiele im Doppelvierer